# Бадија а Черето (Фиренца)
Бадија а Черето је насеље у Италији у округу Фиренца, региону Тоскана.
Према процени из 2011. у насељу је живело 904 становника. Насеље се налази на надморској висини од 91 м.